# Un coup de dés n'abolira jamais le hasard
 (juin 2021).
 (juin 2021).
La mise en forme du texte ne suit pas les recommandations de Wikipédia : il faut le « wikifier ».
Les points d'amélioration suivants sont les cas les plus fréquents. Le détail des points à revoir est peut-être précisé sur la page de discussion.
- Les titres sont pré-formatés par le logiciel. Ils ne sont ni en capitales, ni en gras.
- Le texte ne doit pas être écrit en capitales (les noms de famille non plus), ni en gras, ni en italique, ni en « petit »…
- Le gras n'est utilisé que pour surligner le titre de l'article dans l'introduction, une seule fois.
- L'italique est rarement utilisé : mots en langue étrangère, titres d'œuvres, noms de bateaux, etc.
- Les citations ne sont pas en italique mais en corps de texte normal. Elles sont entourées par des guillemets français : « et ».
- Les listes à puces sont à éviter, des paragraphes rédigés étant largement préférés. Les tableaux sont à réserver à la présentation de données structurées (résultats, etc.).
- Les appels de note de bas de page (petits chiffres en exposant, introduits par l'outil «  Source ») sont à placer entre la fin de phrase et le point final[comme ça].
- Les liens internes (vers d'autres articles de Wikipédia) sont à choisir avec parcimonie. Créez des liens vers des articles approfondissant le sujet. Les termes génériques sans rapport avec le sujet sont à éviter, ainsi que les répétitions de liens vers un même terme.
- Les liens externes sont à placer uniquement dans une section « Liens externes », à la fin de l'article. Ces liens sont à choisir avec parcimonie suivant les règles définies. Si un lien sert de source à l'article, son insertion dans le texte est à faire par les notes de bas de page.
- La présentation des références doit suivre les conventions bibliographiques. Il est recommandé d'utiliser les modèles {{Ouvrage}}, {{Chapitre}}, {{Article}}, {{Lien web}} et/ou {{Bibliographie}}. Le mode d'édition visuel peut mettre en forme automatiquement les références.
- Insérer une infobox (cadre d'informations à droite) n'est pas obligatoire pour parachever la mise en page.

Pour une aide détaillée, merci de consulter Aide:Wikification.
Si vous pensez que ces points ont été résolus, vous pouvez retirer ce bandeau et améliorer la mise en forme d'un autre article.
 (juin 2021).
Un coup de dés n'abolira jamais le hasard est un livre d'artiste de Marcel Broodthaers publié en novembre 1969 à Anvers. L'ouvrage est une copie conforme de la première édition du poème du même nom du poète symboliste français Stéphane Mallarmé, publiée en 1914, mais avec tous les mots supprimés, remplacés par des bandes noires qui correspondent directement à la mise en page typographique utilisée par Mallarmé pour articuler le texte original.
Broodthaers réduit Un Coup de Dés à sa structure - ou pour le dire autrement, il élève la structure de l'œuvre à un concept digne d'étude à part entière, reconnaissant ainsi l'attention fétichiste de Mallarmé à cet aspect de son travail. Rendre la structure concrète, visible, palpable,  presque tactile, Broodthaers propose une analyse conceptuelle du poème de Mallarmé à travers près d'un siècle. . . Il serait difficile d'imaginer un traitement plus subtil de l'œuvre de Mallarmé, ou plus à même d'en démontrer les propriétés essentielles, que ce livre retravaillé de Broodthaers. — Johanna Drucker 
Souvent incluse dans des expositions retraçant l'histoire du livre d'artiste,, l'œuvre est considérée comme un exemple séminal de la post-avant-garde européenne. Elle est souvent nommée simplement Un Coup de Dés.

## Poésie concrète

### Mallarmé et Magritte
Broodthaers avait vécu une vie de bohème dans la pauvreté en tant que poète à Bruxelles pendant vingt ans avant de devenir artiste en 1964. Sa première exposition, à la Galère Saint-Laurent, comprenait deux invendus de son quatrième recueil de poésie, Pense-Bête, enchâssés dans du plâtre. Ce fut le premier de nombreux ouvrages qui « utilisaient des techniques associées à la poésie, mais appliquées par lui non seulement aux mots, mais aussi à leur agencement visuel’ aux images et aux symboles ». Un Coup de Dés deviendra l'exemple le plus célèbre de l'intérêt de Broodthaers à mettre en place une contradiction entre l'écrit et une image visuelle « au profit du sujet ».

Broodthaers avait reçu un exemplaire d' Un Coup de Dés de Mallarmé en 1945 par le peintre surréaliste belge René Magritte comme « un moyen d'expliquer son art à un jeune admirateur sans l'expliquer littéralement ».
Quant à l'idée d'établir une relation directe entre la littérature et les arts plastiques, je crains de l'avoir fait en prenant comme sujet Un coup de dés, de Mallarmé ! ! ! — Broodthaers 
Mallarmé avait écrit le poème en 1897 et laissé de nombreuses notes sur la façon dont il devait être composé, instructions qui ont finalement été exécutées 16 ans après sa mort, en 1914. Le poème était célèbre pour sa typographie extraordinaire, qui anticipait l'intérêt du 20e siècle pour le graphisme et la poésie concrète . Mallarmé était connu pour avoir organisé la mise en page du poème à l'aide de rectangles de carton et pour avoir laissé des instructions écrites pour publier l'œuvre exactement comme il l'avait prévu. A ce titre, le travail de Broodthaers peut être vu comme une citation directe des méthodes de travail de Mallarmé et de son obsession pour la mise en page visuelle du texte.
Mallarmé est à l'origine de tout art contemporain... il invente inconsciemment l'espace moderne. — Broodthaers, 1970 

### L'exposition littéraire
L'exposition de Broodthaers 'Exposition Littéraire autour de Mallarmé' à la Wide White Space Gallery, Anvers, décembre 1969 consistait en un exemplaire du livre de Mallarmé 'ouvert de sorte que, (comme presque toujours lorsqu'un livre est présenté dans une exposition) seulement deux pages étaient visibles par le visiteur.  Le sens est là mais ne peut être entièrement atteint. Une série de plaques métalliques, en aluminium anodisé, gravées d'impressions noires remplaçant le texte, étaient accrochées au mur tandis qu'un enregistrement de Broodthaers récitant le poème était diffusé en continu pendant toute la durée de l'exposition d’Anvers.
Le mot était "là", plus "réel", car en trois dimensions, que les pages originales mais, bien sûr, négatif et illisible. Pendant ce temps, la voix enregistrée par l'artiste lisait le poème à plusieurs reprises, il était « là » mais pas simultanément et continuellement présent comme les mots du poème.

### Le livre
Après une brève introduction citant l'édition originale publiée en 1914 par la Librairie Gallimard, le livre commence par le poème entier écrit sous forme de bloc de texte qui est rectangulaire si le type du poème de Mallarmé est « régulier » et oblique si le type de Mallarmé est italique . Suivent 12 doubles pages, avec des formes noires impeccablement disposées remplaçant le texte. L'œuvre est à reliure souple et semble assez inconsistante. La couverture est un fac-similé presque parfait de la couverture originale, mais avec le mot « image » remplaçant « poème » au centre du dessin.
L'édition fut publiée à Anvers à l'occasion de l'exposition du 25 novembre 1969. 10 exemplaires de l'ouvrage - non reliés, numérotés IX, imprimés sur 12 feuilles d'aluminium - furent mis à disposition, ainsi que 90 exemplaires imprimés sur papier translucide et 300 exemplaires sur papier normal papier. L'édition translucide était accompagnée de deux feuilles de carton blanc ayant été découpées à la taille du livre afin que les pages individuelles puissent être isolées par le lecteur s'il le souhaitait. 

### Réception du livre
Le livre, comme le travail de Broodthaers en général, a progressivement pris de l'ampleur depuis sa mort en 1976  et a trouvé sa place dans un certain nombre de collections importantes, dont le MOMA, le V&A et l' Académie royale des beaux-arts d'Anvers . Il a également inspiré d'autres retouches, comme celle-ci de Michalis Pichler : "Dans la retouche de Michalis Pichlers en 2008, les blocs sont découpés, créant un espace négatif et un motif géométrique de coupes et d'absences. (. . . ) L'idée de remake et de version, en partant d'une autre œuvre existante, soulage l'artiste du fardeau de l'originalité tout en permettant au nouveau geste de se poser comme un nouveau geste. Non-originalité, anti-expressivité - ce sont des termes qui sont d'un millésime plus récent que le conceptualisme de première génération." 

### Les références
- Un coup de dés jamais n'Abolira Le Hasard, Broodthaers, 1969
- Marcel Broodthaers, Catalogues des Livres, 1957–75, Galerie Michael Werner, Cologne 1982
- Marcel Broodthaers, Tate Gallery, 1980
- Oxford Art Online, Essai sur Broodthaers par Michael Compton
- Un Coup de Dés Jamais n'Abolira Le Hasard, Michalis Pichler, Berlin, 2008
- Ubuweb